# 1946年中国空军222号专机南京空难
中国空军222号专机南京空难，是1946年3月17日发生在南京岱山的空难。此次坠机使机上20人全部死亡，其中包括中华民国情治首长戴笠。

## 机组成员和乘客
一说机组成员4人，乘客9人，总计13人。

### 机组
- 机长 馮俊忠 上尉 中華民國空军第103中隊副隊長[5]
- 副机长 张远仁 中尉[6]
- 二副機師 熊沖 少尉 飞行员[5]
- 飛航工程師 李开慈 机工长[6]

### 乘客
- 戴笠 少将 国民政府军事委员会调查统计局局长
- 龚仙舫 少将 军统局秘书兼局本部人事处长[6]
- 金玉波 军统局专员，帮派专家[6]
- 徐焱 副官[6]
- 马佩衡 英文翻译[6]
- 李齐 通讯员[6]，机要密码译员
- 何启义 军统局警卫[6]
- 曹纪华 军统局警卫[6]
- 黄顺柏 曾为松井石根任翻译。

## 背景
据称，戴笠在青岛停留时曾邀请为他担任翻译的李福基一同南下，但后者在青岛仍有事务需处理而没有搭乘222号班机，因此逃过一劫。多年后李福基提供了一张据称是和222号专机的照片，这是目前唯一一张已知的涉事飞机照片。